# أمبروز أوكونيل
أمبروز أوكونيل (بالإنجليزية: Ambrose O'Connell)‏ هو قاضي ومحامي أمريكي، ولد في 9 يوليو 1881 في ألباني في الولايات المتحدة، وتوفي في 12 أكتوبر 1962 في واشنطن العاصمة في الولايات المتحدة.